# Цеппьери, Джулио
Джулио Цеппьери (род. 7 декабря 2001, Латина, Лацио) — итальянский профессиональный теннисист.

## Спортивная карьера
В 2019 году Цеппьери был одним из кандидатов на участие в финале ATP Next Generation Finals.
В 2020 году дебютировал в основной сетке турниров ATP-тура. На открытом чемпионате Сардинии по теннису, получив wildcard в основную сетку в одиночном разряде, Джулио уступил в первом раунде Лоренцо Сонего.
В августе 2021 года Цеппьери выиграл свой первый «челленджер» в итальянской Барлетте, в финале победив соотечественника Флавио Коболли.
В 2022 году Джулио прошел в основную сетку своего первого турнира серии «Мастерс-1000» на турнире в Риме, победив в квалификации Максима Кресси. В этом же году дебютировал на турнирах Большого шлема. На Открытом чемпионате Франции 2022 года, победив в квалификации в основную сетку, уступил в первом раунде Хуберту Хуркачу.
На Открытом чемпионате Хорватии 2022 года в Умаге, Цеппьери одержал победы над Педро Качиным, Даниэлем Элахи Галаном и Бернабе Сапату Мираллесом и вышел в свой первый полуфинал в карьере. За выход в решающий матч на турнире Цеппьери уступил Карлосу Алькарасу в трёх сетах.
Джулио в 2023 году выиграл свой второй титул на «челленджере» в Шербуре.
Победив в квалификации к Открытому чемпионату Франции, итальянец в первом раунде обыграл Александра Бублика, но во втором кргуе уступил в четырёх сетах Касперу Рууду.
В январе 2024 года прошел квалификацию на Открытый чемпионат Австралии и дебютировал в основной сетке этого турнира. В первом раунде одержал победу над Душаном Лайовичем из Сербии, но во втором матче уступил в пятисетовом поединке Кэмерону Норри.
В мае 2024 года, на Открытом чемпионате Франции по теннису, Джулио Цеппьери победил в квалификации и вышел в основную сетку турнира. В первом матче ему противостоял 22-й сеянный Адриан Маннарино, которого итальянец обыграл, а во втором раунде уступил в пятисетовом поединке Танаси Коккинакису.

## Рейтинг на конец года
| Год  | Одиночный рейтинг | Парный рейтинг |
| 2023 | 135               | 1027           |
| 2022 | 161               | 695            |
| 2021 | 253               | 262            |
| 2020 | 324               | 817            |
| 2019 | 381               | 1061           |

## Выступления на турнирах

### Финалы турнировATPв одиночном разряде (0)

#### Поражение (0)
| Легенда                     |
| --------------------------- |
| Турниры Большого шлема (0)* |
| Итоговый турнир ATP (0)     |
| ATP Мастерс 1000 (0)        |
| АТР 500 (0)                 |
| АТР 250 (0)                 |

| Титулы по покрытиям | Титулы по месту проведения матчей турнира |
| ------------------- | ----------------------------------------- |
| Хард (0)            | Зал (0)                                   |
| Грунт (0)           | Зал (0)                                   |
| Трава (0)           | Открытый воздух (0)                       |
| Ковёр (0)           | Открытый воздух (0)                       |

* количество побед в одиночном разряде.